# Kurt Wilhelm-Kästner
Kurt Wilhelm-Kästner (* 7. Mai 1893 in Cröbern; † 10. Juni 1976 in Badenweiler) war ein deutscher Kunsthistoriker und Hochschullehrer.

## Leben
Kurt Wilhelm-Kästner nahm von 1914 bis 1918 als Kriegsfreiwilliger am Ersten Weltkrieg teil, zuletzt als Leutnant der Reserve. Seit 1919 studierte er Kunstgeschichte, Geschichte und Archäologie. 1921 wurde er in Marburg promoviert. Von 1923 bis 1933 war Wilhelm-Kästner Kustos am Folkwang-Museum in Essen. 1924 habilitierte er sich an der Westfälischen Wilhelms-Universität Münster und lehrte dort von 1931 bis 1936 als nichtbeamteter außerordentlicher Professor für Kunstgeschichte.
1937 trat Wilhelm-Kästner der NSDAP bei, wurde Dozentenbundführer und Mitglied im NSKK. 1937 wurde er als ordentlicher Professor an die Universität Greifswald berufen, wo er bis 1942 lehrte. Von 1938 bis 1942 war Wilhelm-Kästner Rektor der Universität Greifswald, 1941/1942 amtierte er als Gaudozentenbundführer von Pommern. 1942 wurde er zum ordentlichen Professor für Kunstgeschichte an der Universität Hamburg ernannt. Hier wurde er im Sommer 1945 aus politischen Gründen seines Amtes enthoben, 1950 aber rehabilitiert. Er hatte dann sein Ordinariat in Hamburg bis 1966 inne. Im Ruhestand lebte Wilhelm-Kästner in Müllheim im Markgräflerland.

## Schriften
- Der Dom zu Münster in Westfalen. Berlin 1921.
- Romanische Baukunst in Südfrankreich (= Bibliothek der Kunstgeschichte 72). E.A. Seemann, Leipzig 1924.
- Die Elisabethkirche zu Marburg und ihre künstlerische Nachfolge. Leipzig 1924 und 1929. (mit Richard Hamann)
- Caspar David Friedrich und seine Heimat. Berlin 1940.
- Der westfälische Lebensraum in der Baukunst des Mittelalters. Münster 1947.